# Rhaconotus orientalis
Rhaconotus orientalis är en stekelart som först beskrevs av Szepligeti 1913.  Rhaconotus orientalis ingår i släktet Rhaconotus och familjen bracksteklar. Inga underarter finns listade i Catalogue of Life.